# Крумкаке

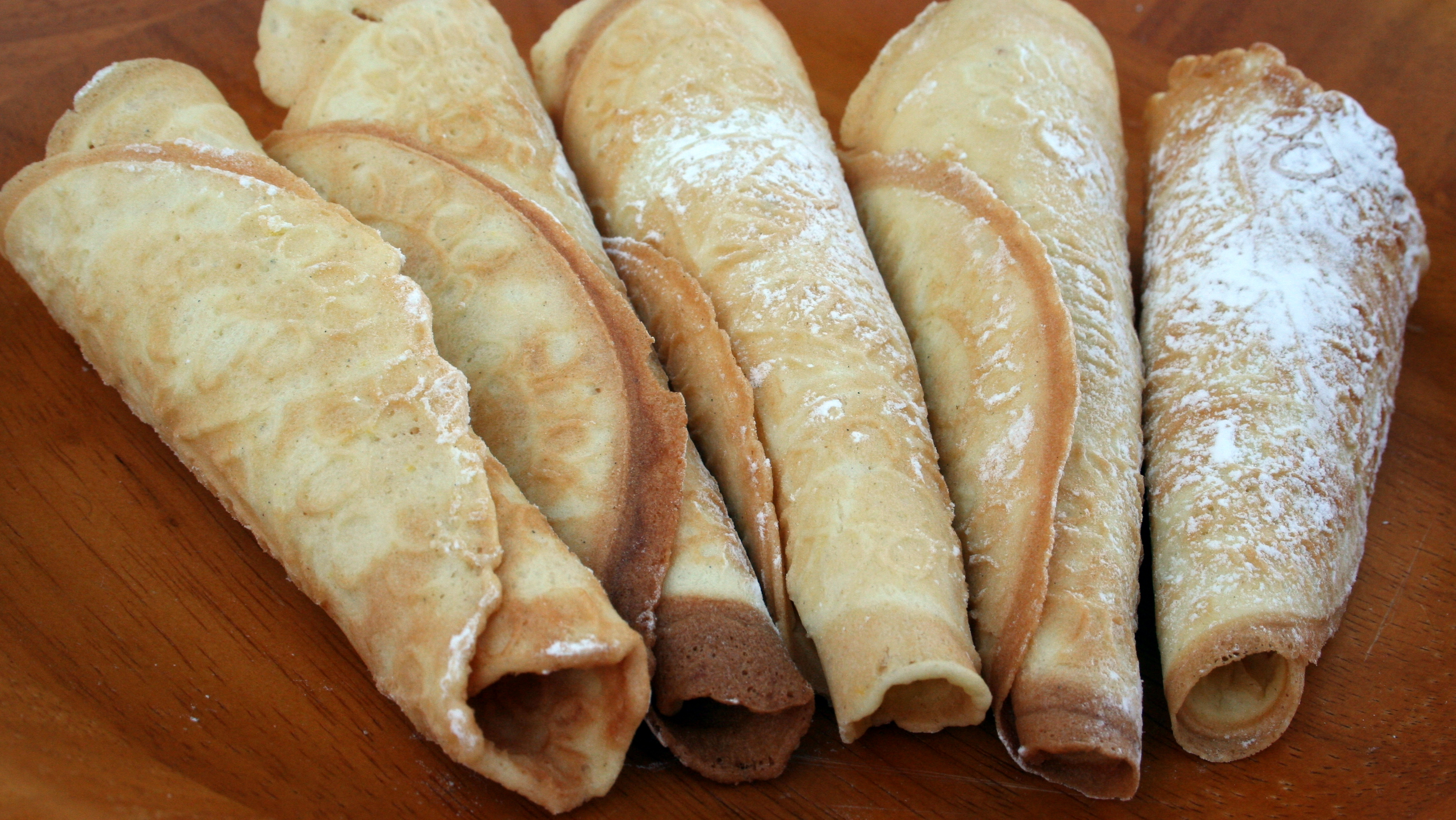
Фото Крумкаке. За бажанням їх можна обсипати пудрою чи додавати до них варення та щось інше за смаком

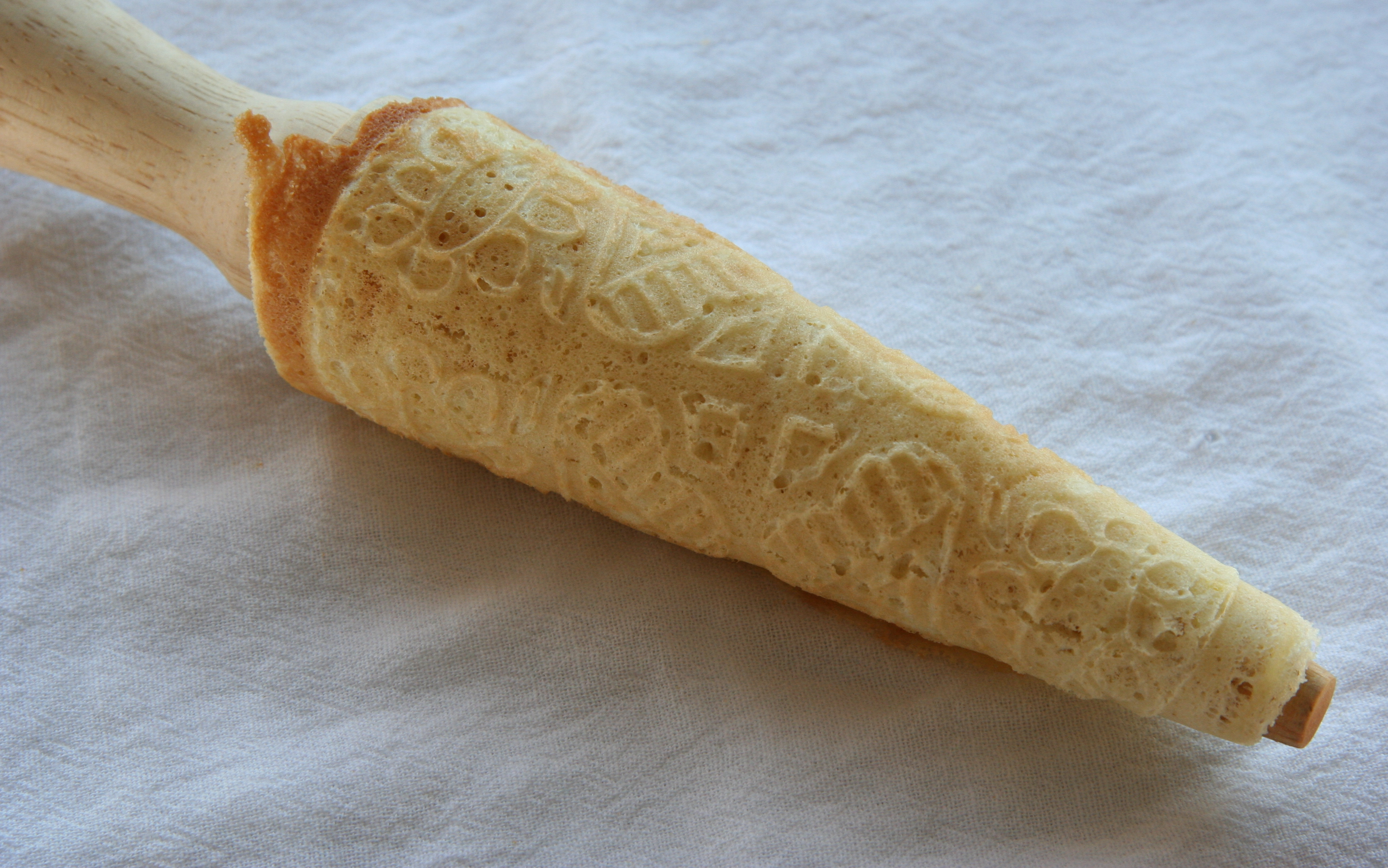
Крумкаке, який був щойно вийнятий із вафельниці і загорнутий в конус

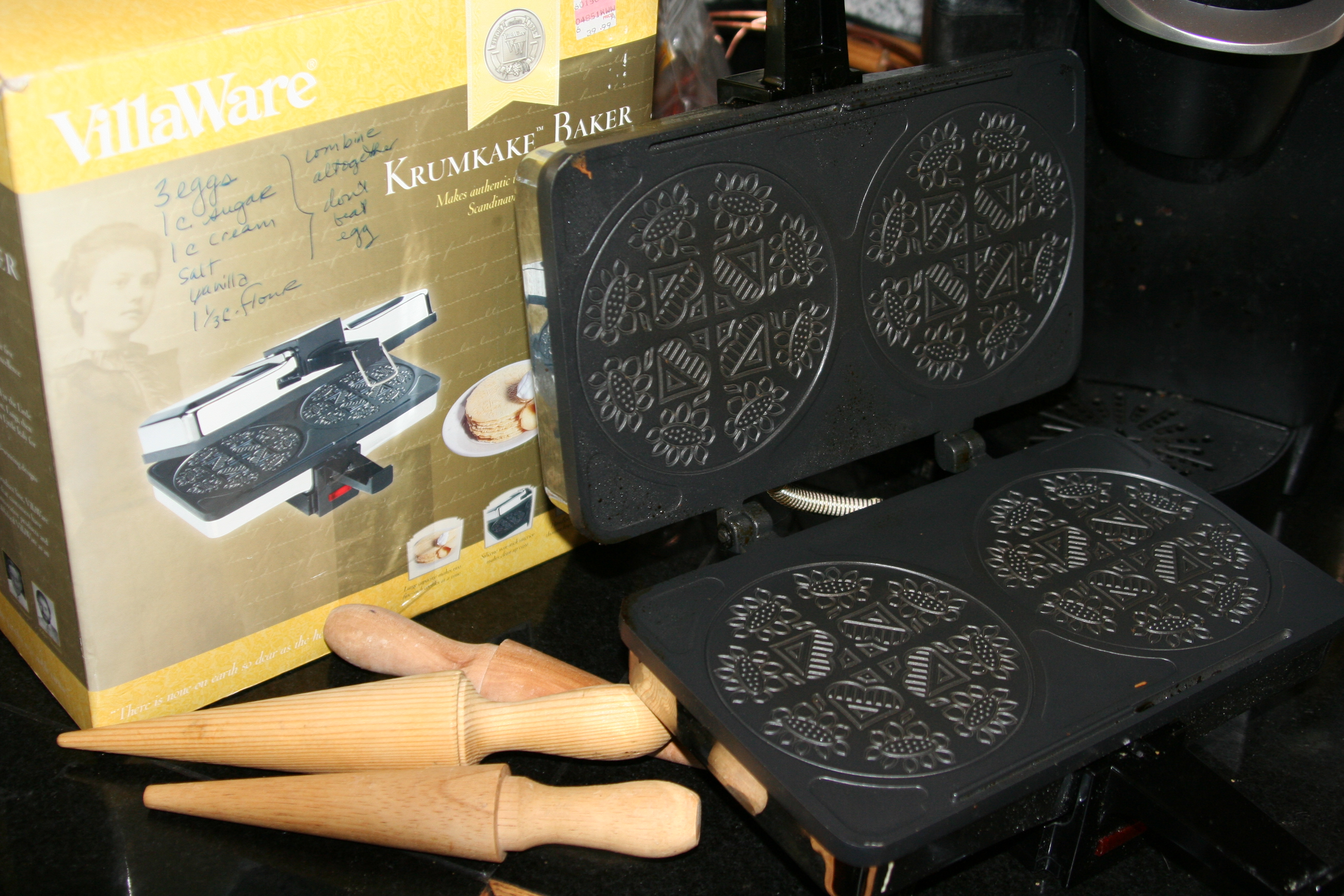
Електрична вафельниця для крумкаке і дерев'яні вироби для їх згортання в конусоподібну випічку

Крумкаке (бук. krumkake або krum kaka) — норвезьке хрустке вафельне печиво, яке виготовляється з борошна, масла, яєць, цукру та вершків.
Для випікання використовується спеціальна двобічна фігурна сковорідка, подібна до вафельниці. Раніше сковорідки ставили на плити, але у наш час частіше використовуються сучасні: електричні, з антипригарним покриттям, таймером і можливістю випікати одразу декілька одиниць печива. Одразу після випікання 13-20-сантиметрові крумкаке загортаються в невеликі конуси навколо дерев'яної чи пластикової конічної форми. Крумкаке їдять окремо, смакуючи тільки їх смак, або наповнені збитими вершками чи іншими начинками.
Це печиво популярне не тільки в Норвегії[джерело?]. Воно відоме і серед потомків норвезьких іммігрантів в Америці. Крумкаке традиційно виготовляють перед Різдвом, разом із іншими норвезькими солодощами, включаючи Sandbakelse і розеттою. Їх пропонують гостям як десерт після традиційного різдвяного обіду.
В Німеччині це печиво зазвичай наповнюють солодкою начинкою. Їх також використовують і як ріжки для морозива.